# Python Conference

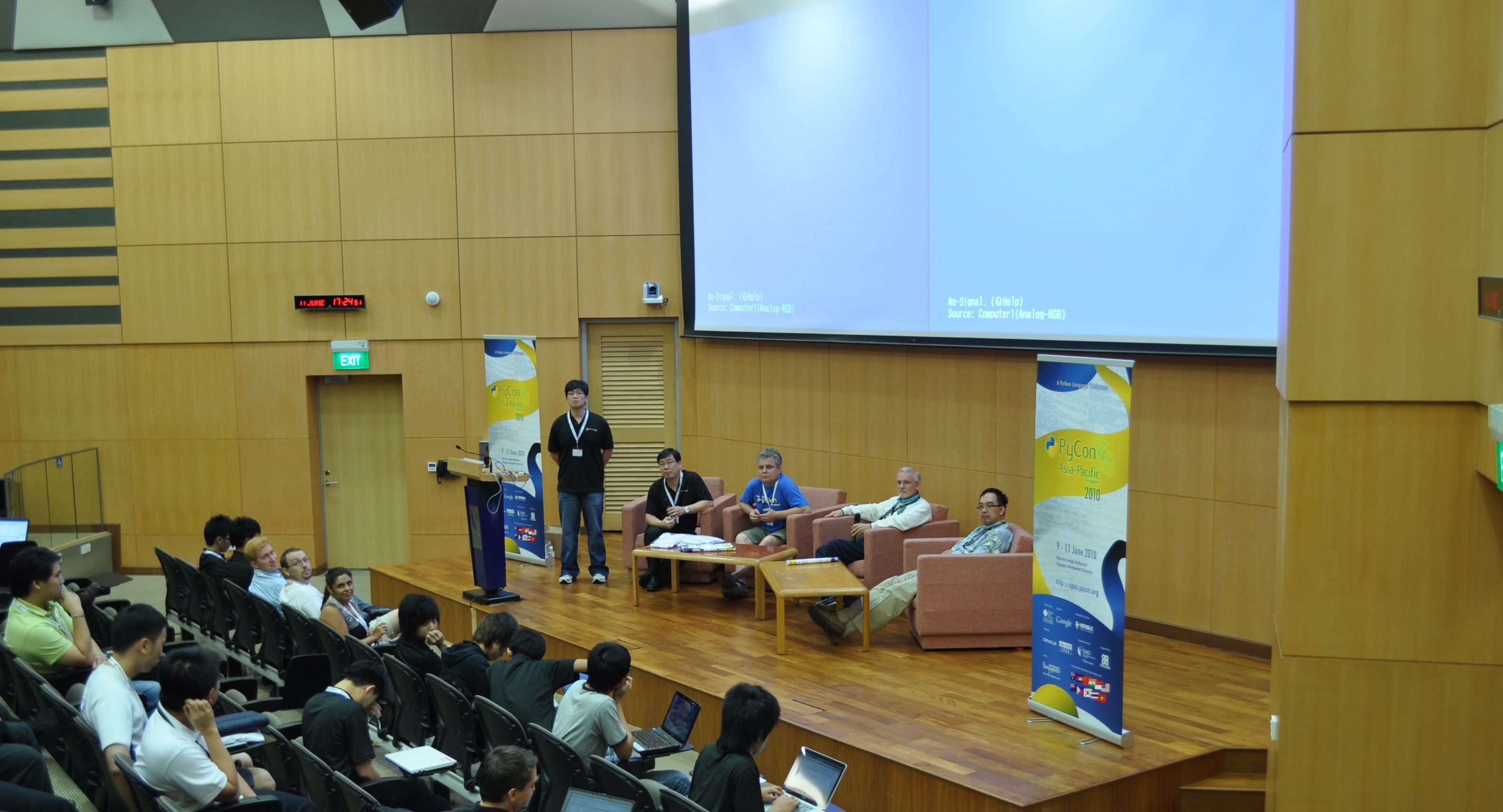
Il panel di chiusura del PyCon Asia Pacific del 2010 tenutosi presso la Singapore Management University

La Python Conference (spesso abbreviata in PyCon ) è la più grande  convention annuale che riunisce appassionati, sviluppatori e professionisti del linguaggio di programmazione Python provenienti da tutto il mondo dove condividere esperienze e scoprire le ultime novità del linguaggio. Nata negli Stati Uniti  si tiene ogni anno in  oltre 40 paesi, tra cui l'Italia.
La PyCon è stata una delle prime conferenze di programmazione informatica a sviluppare a dotarsi di un codice di condotta .  La conferenza talk, presentazioni, dimostrazioni e sessioni di formazione.
PyCon 2020 è stata elencata tra le "migliori conferenze di ingegneria del software [a cui partecipare] del 2020" e "dato che Python sta diventando sempre più popolare nella comunità scientifica e per i big data, l'influenza di PyCon continuerà a crescere".
Guido van Rossum (creatore del linguaggio Python) frequenta spesso la PyCon  dove sono presenti anche gruppi come le PyLadies e le Django Girls.
L'evento è organizzato dalla Python Software Foundation e supportato da aziende importanti, tra cui Microsoft, Google, e Facebook .

## Storico degli eventi e location
Il PyCon canonico si svolge annualmente negli Stati Uniti  fin dal 2003 a Washington:
| Anno | Località                                                                                    | Numero di partecipanti                        |
| ---- | ------------------------------------------------------------------------------------------- | --------------------------------------------- |
| 2003 | Washington, D.C.                                                                            | 200                                           |
| 2004 | Washington, D.C.                                                                            | 300                                           |
| 2005 | Washington, D.C.                                                                            | 400                                           |
| 2006 | Dallas, Texas                                                                               | 400                                           |
| 2007 | Dallas, Texas                                                                               | 500                                           |
| 2008 | Chicago, Illinois                                                                           | 1.000                                         |
| 2009 | Chicago, Illinois                                                                           | 900                                           |
| 2010 | Atlanta, Georgia                                                                            | 1.000                                         |
| 2011 | Atlanta, Georgia                                                                            | 1.400                                         |
| 2012 | Santa Clara, California                                                                     | 2.300                                         |
| 2013 | Santa Clara, California                                                                     | 2.500                                         |
| 2014 | Montréal, Québec (Canada)                                                                   | 2.500                                         |
| 2015 | Montréal, Québec (Canada)                                                                   | 3.100                                         |
| 2016 | Portland, Oregon                                                                            | 3.294 (badge rilasciati)                      |
| 2017 | Portland, Oregon                                                                            | 3.391 (badge ricevuti)                        |
| 2018 | Cleveland, Ohio                                                                             | 3.260 (persone registrate)                    |
| 2019 | Cleveland, Ohio                                                                             | 3.393 (persone registrate)                    |
| 2020 | Pittsburgh, Pennsylvania - virtuale (evento solo online a causa della Pandemia di COVID-19) |                                               |
| 2021 | Pittsburgh, Pennsylvania - virtuale (evento solo online a causa della Pandemia di COVID-19) | 2.650 online                                  |
| 2022 | Salt Lake City, Utah                                                                        | 1.753 in presenza + 669 online = 2.422 totali |
| 2023 | Salt Lake City, Utah                                                                        | 2.159 in presenza + 491 online = 2.650 totali |
| 2024 | Pittsburgh, Pennsylvania                                                                    | 2.551 in presenza + 440 online = 2.991 totali |
| 2025 | Pittsburgh, Pennsylvania                                                                    |                                               |
| 2026 | Long Beach, California (prevista)                                                           |                                               |
| 2027 | Long Beach, California (prevista)                                                           |                                               |